# Монастырь Святого Стефана (Метеора)
Монастырь Святого Стефана (греч. Μονή Αγίου Στεφάνου) — женский православный монастырь на одной из скал Фессалии в номе Трикала, Греция. Один из шести сохранившихся доныне Метеорских монастырей.

## История
Монастырь был основан в XIV веке, однако сама скала стала обитаемой в XII веке. Создателем обители считается потомок семьи Кадакузинос монах Антоний. Реставратором древнего собора монастыря в середине XVI века, а затем и вторым создателем был монах Филофей. В этот же период примерно в 1545 году патриарх Еремей и объявил монастырь патриархальным и независимым — эта привилегия действовала более 200 лет. В конце XVIII века был построен новый собор, посвященный Святому Харалампию, который ещё с XVII века считался вторым покровителем (после Святого Стефана) обители.
Кроме старого и нового соборов, новейших сооружений, в монастыре сохранились древний алтарь (ныне музей), очаг, конюшни и кельи — все восстановлены. Сегодня Монастырь Святого Стефана единственный среди метеорских имеет современную подъездную дорогу и каменный мост, расположенные на одной высоте со скалой.

## Старый собор

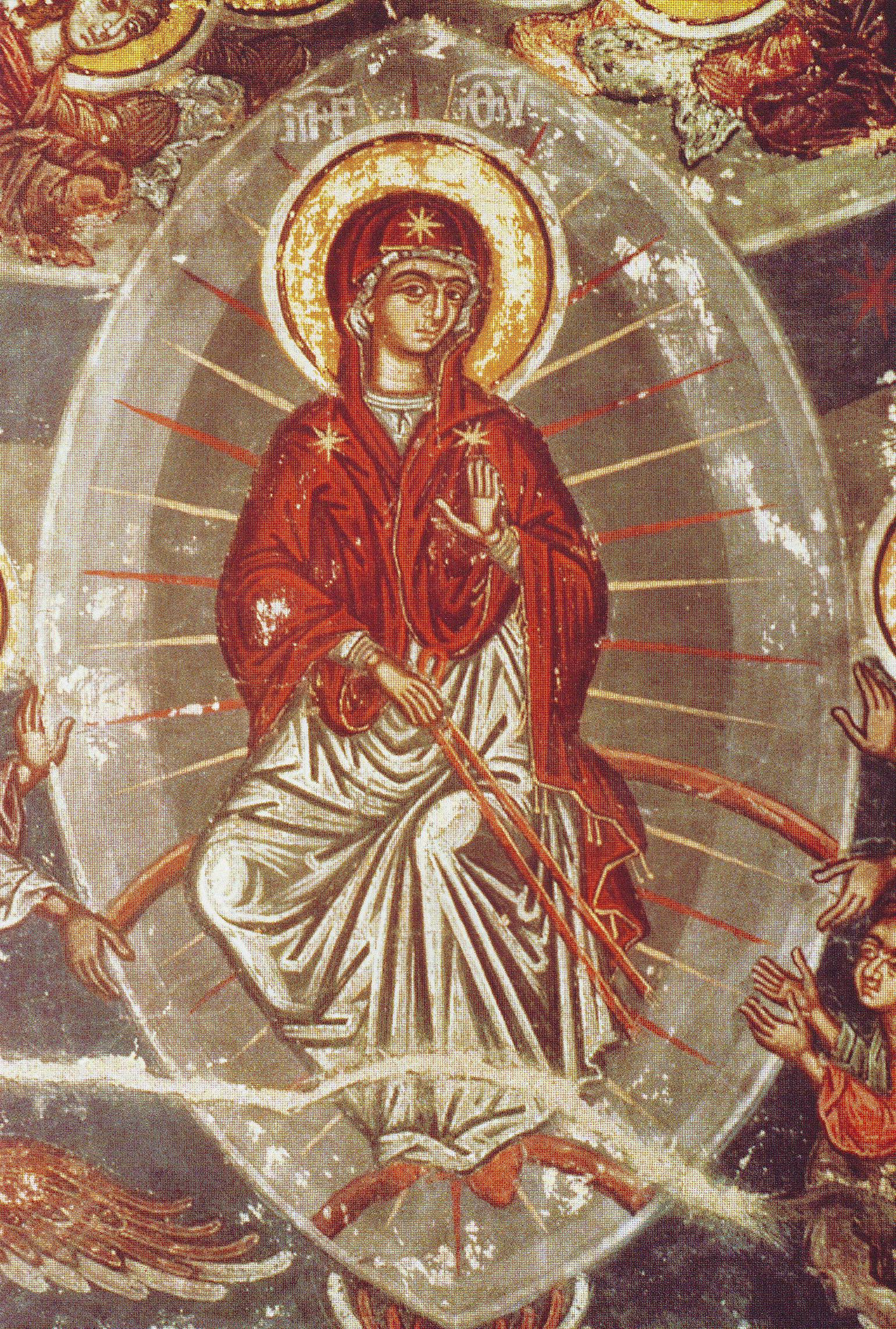
Успение Богородицы (фрагмент)

Старый собор монастыря, отреставрированный монахом Филофеем, состоит из основного храма и нефа. Последний представляет собой квадратное помещение, соединённое с остальным пространством храма тремя сводами, охватывающими всю ширину храма. Основной храм очень объемный, под деревянной крышей, на востоке переходит в трехстороннюю нишу.
Иконопись Старого собора Святого Стефана сейчас очищена и восстановлена, представляет собой интересный живописный комплекс. Сохранена надпись на западной стене нефа:
«Возведен с фундамента и построен этот божественный и почтенный храм первомученика и архидиакона Стефана, усилиями и на средства его первосвятости игумена и иеромонаха Митрофана и иеромонаха Григория. Иконопись Успения Пресвятой Богородицы и Приснодевы Марии произведена усилиями и на взносы его первосвятости игумена и иеромонаха Григория, а также священника Николая Кастрисио из города Стагон.»
Оригинальный текст (греч.)+ Ο ΠΑΝΣΕΠΤΟΩΣ Κ(ΑΙ) ΘΕΙΩΣ ΝΑΩΣ ΤΟΥ ΑΓΙΟΥ Κ(ΑΙ) ΕΝΔΟΞΟΥ ΑΠΟΣΤΟΛΟΥ ΠΡΩΤΟΜΑΡΤΥΡΟΣ Κ(ΑΙ) ΑΡΧΙΔΙΑΚΟΝΟΥ ΣΤΕΦΑΝΟΥ ΕΙΣΤΟΡΙΘΗ ΔΙΑ ΣΗΝΔΡΟΜΗΣ Κ(ΑΙ) ΕΞΟΔΟΥ ΠΑΡΑ ΤΟΥ ΠΑΝΟΣΙΩΤΑΤΟΥ ΚΑΘΕΙΟΜΕΝΟΥΚΥΡΟΥ ΜΗΤΡΟΦΑΝΟΥ ΙΕΡΟΜ(ΟΝΑ)ΧΟΥ ΜΕΤΑΓΕΝΕΣΤΑΙΡΩΝ ΑΝΑΚΕΝΙΣΟΗ, Η ΚΕΙΜΗΣΙΣ ΤΗΣ ΥΠΕΡΑΓΙΑΣ ΔΕΣΠΕΙΝΗΣ ΗΜΩΝ/Θ(ΕΟΤΟ)ΚΟΥ Κ(ΑΙ) ΑΕΙΠΑΡΘΕΝΟΥ ΜΑΡΙΑΣ Κ(ΑΙ) TOY KATΩΕΝ, ΔIA ΣΗΝΔΡΟΜΗΣ ΤΟΥ ΠΑΝΟΣΙΩΤΑΤΟΥ Κ(ΑΙ) ΚΑΘΕΙΓΟΥΜΕΝΟΥ ΚΥΡΟΥ ΓΡΙΓΟΡΙΟΥ ΙΕΡΟΜΟΝΑΧΟΥ Κ(ΑΙ) ΤΟΝ ΕΠΙΛΕΙΠΩΝ ΙΕΡΟΜΟΝΑΧΩΝ. ΕΙΣΤΩΡΙΘΝ ΔΕ Κ(ΑΙ) ΔΙΑ ΧΙΕΡΟΣ ΚΑΜΟΥ ΤΟΥ ΑΜΡΤΟΛΟΥ. ΝΙΚΟΛΑΟΥ ΙΕΡΕΩΣ Κ(ΑΙ) ΚΑΣΤΡΗΣΙΟΣ, ΕΚ ΧΩΡΑΣ ΣΤΑΓΟΝ ΕΝ ΕΤΙ Ζ...

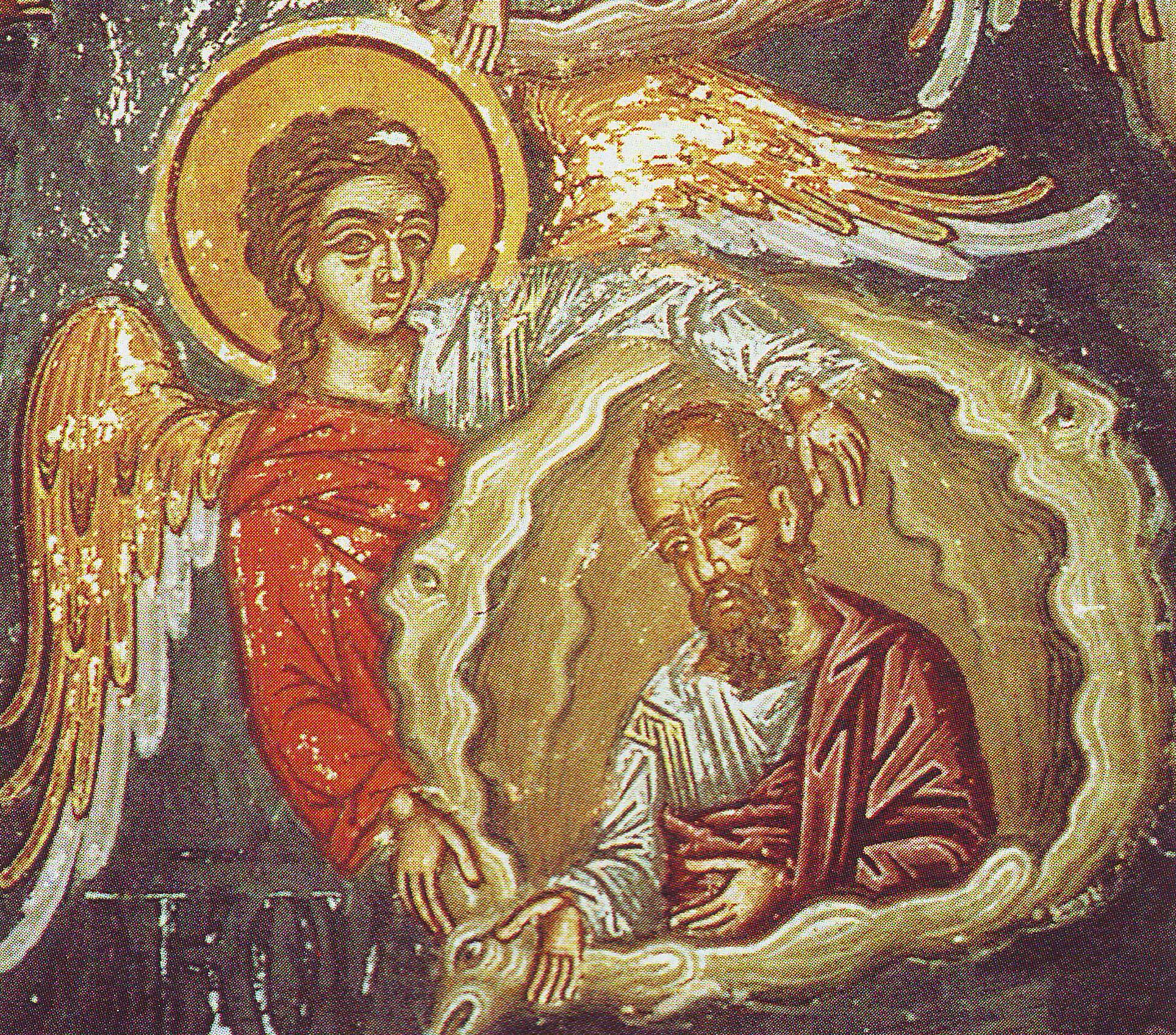
Успение Богородицы (фрагмент — ангел приводит апостола в храм Богородицы)

Согласно этой надписи, иконопись храма была выполнена в два этапа. Первый этап связан с работой игумена монастыря Митрофана и иеромонаха Григория. В это время было выполнено иконописное убранство алтаря, основного храма и большей части нефа. Во второй этап, к которому отнесена сама вышеописанная надпись, была выполнена отделка западной стены и нижнего пояса колонн, которые ведут от нефа к основному храму. При этом названо имя мастера — Николай Кастрисио из города Стагон. От даты сохранилась только первая буква Ζ. Древнее её чтение как ΖΘ, то есть 1510, сейчас считается ошибочным.
Под сводами купола алтаря изображена Богоматерь Влахернетисса между двумя архангелами и ниже — священники. На стенах по порядку изображены: Беседа Апостолов, Встреча Христа с самаритянкой, Рождество, Преполовение Пятидесятницы, Моисей перед горящим кустом, Передача закона Моисею, Сцена мученичества.
Сцены жизни Христа продолжаются в основном храме. На южной стене изображены Сретение, Крещение, Воскрешение Лазаря, Вход Господень в Иерусалим. На внутренней стороне окна южной стены — пророки Елисей и Аввакум. На западной стене изображены Тайная вечеря, Омовение ног и Моление о чаше и ниже Евангелисты. Чуть ниже на двух колоннах изображены апостолы Павел и Петр.
На северной стене изображены сцены Предательство Иуды, Умывание Пилата, Распятие, Оплакивание. На следующем поясе — святой Азарий и Воскресение. На нижнем поясе — фигуры святого Артемия, Евстафия, Никиты, Меркурия, Прокопия, Нестора, Димитрия и Георгия. На внутренней стороне окна северной стены — пророки Давид и Соломон. На восточной стене нефа изображены евангелисты, прошение Богоматери и Христос Милосердный, святой Иоанн Богослов, святой Адриан. На северной колонне — святой Орест и святой Лука.
На западной стене нефа представлены сцены жизни Богоматери: Рождение, Рождество и Успение. Ниже двое архангелов и двое творцов, мученичество святого Георгия. Среди фигур нижнего пояса сей сохранилась лишь фигура святого Константина.
Иконопись первого этапа отделки Старого храма монастыря Святого Стефана принадлежит к так называемому антиклассическому направлению поствизантийской живописи. Сцены многолики с богатым архитектурным фоном, для них характерна недвижимость и асимметричность композиций. В противоречии с образами сцен, для которых характерен малый размер, изолированные фигуры нижних поясов стен, наоборот, выглядят более монументальными. Цветовая палитра очень насыщенная. Преобладают землистый цвет, а использование живого красного цвета придает композициям ритм. Исследователи датируют иконопись половиной XVII века и относят его мастерству живописцев с материка, а именно с Линотопии. Иконопись второго этапа характеризуется пластичностью и тяготением к украшениям. Эти черты указывают на живописца с хорошим художественным образованием и могут быть датированы последним десятилетием XVII века.

## Собор Святого Харалампия
Новый собор монастыря построен в 1798 году. От входа вдоль северной стены открывается большой неф. Здесь повторяется система покрова девятью крестообразными сводчатыми куполами, как в нефе Мегала Метеоры. Основной храм повторяет тип сводчатого крестообразного, с тремя нишами, четырёхколонного храма с куполом. Храм на востоке заканчивается тремя полукруглыми сводами и куполами. Собор Святого Харалампия сейчас является основным храмом женской обители, поэтому закрыт для посетителей.

## Другие сооружения
Среди древних сооружений сохранились кельи, очаг (небольшое квадратное здание) и алтарь. Последний представляет собой также небольшое сооружение, покрытое двумя эллипсоидными куполами, сейчас здесь действует ризница-музей. Экспозиция представлена рукописями, обрядовой посудой и древним иконами, принадлежащими мастеру из Крита Эммануилу Цане, а также образцами высокохудожественной резьбы по дереву.